# Stare (Strömstad)
Pour les articles homonymes, voir Stare.
Stare est une localité de la commune de Strömstad dans le comté de Västra Götaland en Suède.
Sa population était de 198 habitants en 2019.